# Who's Next
Who's Next är ett musikalbum av gruppen The Who, utgivet 1971. Albumet brukar räknas till en av gruppens höjdpunkter. Mycket av materialet kommer från en rockopera, Lifehouse, som aldrig kom att sättas upp. Albumet, som är gruppens femte, är känslomässigt mycket blandat, och låtarna på albumet uttrycker olika känslor och sinnestillstånd. Skivan blev uppmärksammad för sitt prominenta användande av keyboards och syntar i flera låtar vilket sågs som nyskapande i början av 1970-talet. De mest kända låtarna är "Baba O'Riley", "Behind Blue Eyes" och "Won't Get Fooled Again". En förkortad version av "Won't Get Fooled Again" släpptes som singel.
På skivans omslag står gruppmedlemmarna samlade runt en rektangulär monolit liknande den som förekommer i filmen 2001 – En rymdodyssé. Filmens regissör Stanley Kubrick hade tidigare tackat nej till ett erbjudande att regissera rockoperan Tommy. På fotot antyds att The Who urinerat på monoliten.
År 1999 gjordes en dokumentär om inspelningen av albumet i serien Classic Albums.
Skivan listades på plats 28 i magasinet Rolling Stones lista The 500 Greatest Albums of All Time. Albumet omnämns även i Robert Dimerys bok 1001 Albums You Must Hear Before You Die.

## Låtlista
Alla låtar är skrivna av Pete Townshend, om inget annat anges.

### Original-LP

#### Sida A
1. "Baba O'Riley" – 4:59
2. "Bargain" – 5:34
3. "Love Ain't for Keepin'" – 2:11
4. "My Wife" (John Entwistle) – 3:41
5. "The Song Is Over" – 6:16

#### Sida B
1. "Getting in Tune" – 4:50
2. "Going Mobile" – 3:43
3. "Behind Blue Eyes" – 3:39
4. "Won't Get Fooled Again" – 8:32

### Bonusspår från 1995 års CD-utgåva
1. "Pure and Easy" – 4:22
2. "Baby Don't You Do It" (Holland-Dozier-Holland) – 5:14
3. "Naked Eye" – 5:31
4. "Water" – 6:25
5. "Too Much of Anything" – 4:25
6. "I Don't Even Know Myself" – 4:56
7. "Behind Blue Eyes" – 3:28

## Medverkande
- Roger Daltrey – sång
- Pete Townshend – gitarr, synthesizer, piano (1), bakgrundssång, orgel, ledande sång (5, 7)
- Keith Moon – trummor, percussion
- John Entwistle – elbas, blåsinstrument, bakgrundssång, piano (4), ledande sång (4)

### Andra medverkande
- Dave Arbus – violin (1)
- Nicky Hopkins – piano (5 & 6)

## Listplaceringar
| Lista (1971)   | Position            |
| -------------- | ------------------- |
| Australien     | 4 (Go Set)          |
| Danmark        | 3                   |
| Finland        | 9                   |
| Frankrike      | 2                   |
| Kanada         | 5 (RPM)             |
| Nederländerna  | 2                   |
| Norge          | 6 (VG-lista)        |
| Storbritannien | 1 (UK Albums Chart) |
| Sverige        | 14 (Kvällstoppen)   |
| USA            | 4 (Billboard 200)   |
| Västtyskland   | 18                  |